# Боасо (Лоаре)
Боасо (фр. Boisseaux) насеље је и општина у централној Француској у региону Центар (регион), у департману Лоаре која припада префектури Питивје.
По подацима из 2011. године у општини је живело 431 становника, а густина насељености је износила 59,94 становника/km². Општина се простире на површини од 7,19 km². Налази се на средњој надморској висини од 137 метара (максималној 140 m, а минималној 124 m).

## Демографија
| 1962. | 1968. | 1975. | 1982. | 1990. | 1999. | 2011. |
| ----- | ----- | ----- | ----- | ----- | ----- | ----- |
| 276   | 293   | 244   | 234   | 212   | 253   | 431   |

График промене броја становника у току последњих година